# Светски куп у биатлону 2013/14 — 7. коло
Седмо коло Светског купа у биатлону 2013/14 одржано је од 16. до 9. марта 2014. године у Покљуки, (Словенија).

## Сатница такмичења
| Датум   | Време (UTC+3) | Дисциплина                                 |
| ------- | ------------- | ------------------------------------------ |
| 6. март | 12:30         | Спринт 10 км, мушкарци Спринт 7,5 км, жене |
| 6. март | 15:30         | Спринт 7,5 км, жене                        |
| 8. март | 11,25         | Потера 12,5 км, мушкарци                   |
| 8. март | 13:25         | Потера 10 км, жене                         |
| 9. март | 11:15         | Мазовни старт 15 км, мушкарви              |
| 9. март | 13:25         | Мазовни старт 12,5 км, жене                |

## Освајачи медаља

### Мушкарци
| Дисциплина:                | Злато:                 | Време             | Сребро:                   | Време             | Бронза:                         | Време             |
| Спринт 10 км детаљи        | Бјерн Фери · Шведска   | 25:03,5 (0+1)     | Антон Шипулин · Русија    | 25:05,0 (0+0)     | Арнд Пајфер · Немачка           | 25:06,2 (0+1)     |
| Потера 12,50 км детаљи     | Антон Шипулин · Русија | 31:02,8 (1+0+0+0) | Бјерн Фери · Шведска      | 31:11,4 (1+1+0+0) | Оле Ејнар Бјерндален · Норвешка | 31:30,2 (0+1+0+1) |
| Масовни старт 15 км детаљи | Бјерн Фери · Шведска   | 35:19,3 (0+0+0+0) | Мартен Фуркад · Француска | 35:24,0 (0+0+0+0) | Евгениј Устјугов · Русија       | 35:31,8 (0+0+0+0) |

### Жене
| Дисциплина:                  | Злато:                        | Време             | Сребро:                    | Време             | Бронза:                       | Време             |
| спринт 7,5 км детаљи         | Катарина Инерхофер · Аустрија | 21:19,1 (0+0)     | Дарија Вирилајнен · Русија | 21:28,3 (0+0)     | Надежда Скардино · Белорусија | 21:31,2 (0+0)     |
| Потера 10 км детаљи          | Кајса Мекерејнен · Финска     | 32:01,0 (0+0+1+1) | Тора Бергер · Норвешка     | 32:20,7 (1+0+1+0) | Доротеја Виерер · Италија     | 32:55,5 (1+0+2+0) |
| Масовни старт 12,5 км детаљи | Дарја Дормачова · Белорусија  | 36:16,4 (0+1+0+1) | Кајса Мекерејнен · Финска  | 36:38,6 (0+1+1+0) | Олга Зајцева · Русија         | 36:52,3 (0+0+1+0) |

## Биланс медаља
| Земља      | Злато | Сребро | Бронза | Укупно |
| ---------- | ----- | ------ | ------ | ------ |
| Шведска    | 2     | 1      | 0      | 3      |
| Русија     | 1     | 2      | 2      | 5      |
| Финска     | 1     | 1      | 0      | 2      |
| Белорусија | 1     | 0      | 1      | 2      |
| Аустрија   | 1     | 0      | 0      | 1      |
| Норвешка   | 0     | 1      | 1      | 2      |
| Француска  | 0     | 1      | 0      | 1      |
| Немачка    | 0     | 0      | 1      | 1      |
| Италија    | 0     | 0      | 1      | 1      |
| Укупно     | 6     | 6      | 6      | 18     |

## Успеси
Навећи успеси свих времена
| - Aliaksandr Darozhka Белорусија, 27. место у спринту - Дамир Ратић Србија, 57. место у потери - Gaspard Cuenot Швајцарска, 70. место у спринту - Xuezhi Li Кина, 80. место у спринту - Дарко Дамјановски Македонија, 88. место у спринту | - Катарина Инерхофер Аустрија, 1st place in Sprint - Daria Virolaynen, Русија, 2. место у спринту - Мари Лауканен Финска, 9. место у спринту - Марте Олсбу Норвешка, 10. место у спринту - Никол Гонтијер Италија, 15. место у спринту - Irene Cadurisch\| Швајцарска, 19. место у спринту - Викторија Падијал Шпанија, 20. место у спринту - Аита Гаспарин Швајцарска, 38. место у потери - Lea Johanidesová Чешка, . место у спринту - Настасја Калина Белорусија, 50. место у потери |

Прва трка у светском купу